# Vysoký Újezd, Benešov
Vysoký Újezd är en ort i Tjeckien. Den ligger i regionen Mellersta Böhmen, i den centrala delen av landet, 30 km söder om huvudstaden Prag. Vysoký Újezd ligger 403 meter över havet och antalet invånare är 185.
Terrängen runt Vysoký Újezd är platt söderut, men norrut är den kuperad. Runt Vysoký Újezd är det ganska glesbefolkat, med 32 invånare per kvadratkilometer. Närmaste större samhälle är Benešov, 15,5 km öster om Vysoký Újezd. Omgivningarna runt Vysoký Újezd är en mosaik av jordbruksmark och naturlig växtlighet.